# Markthalle (Martel)

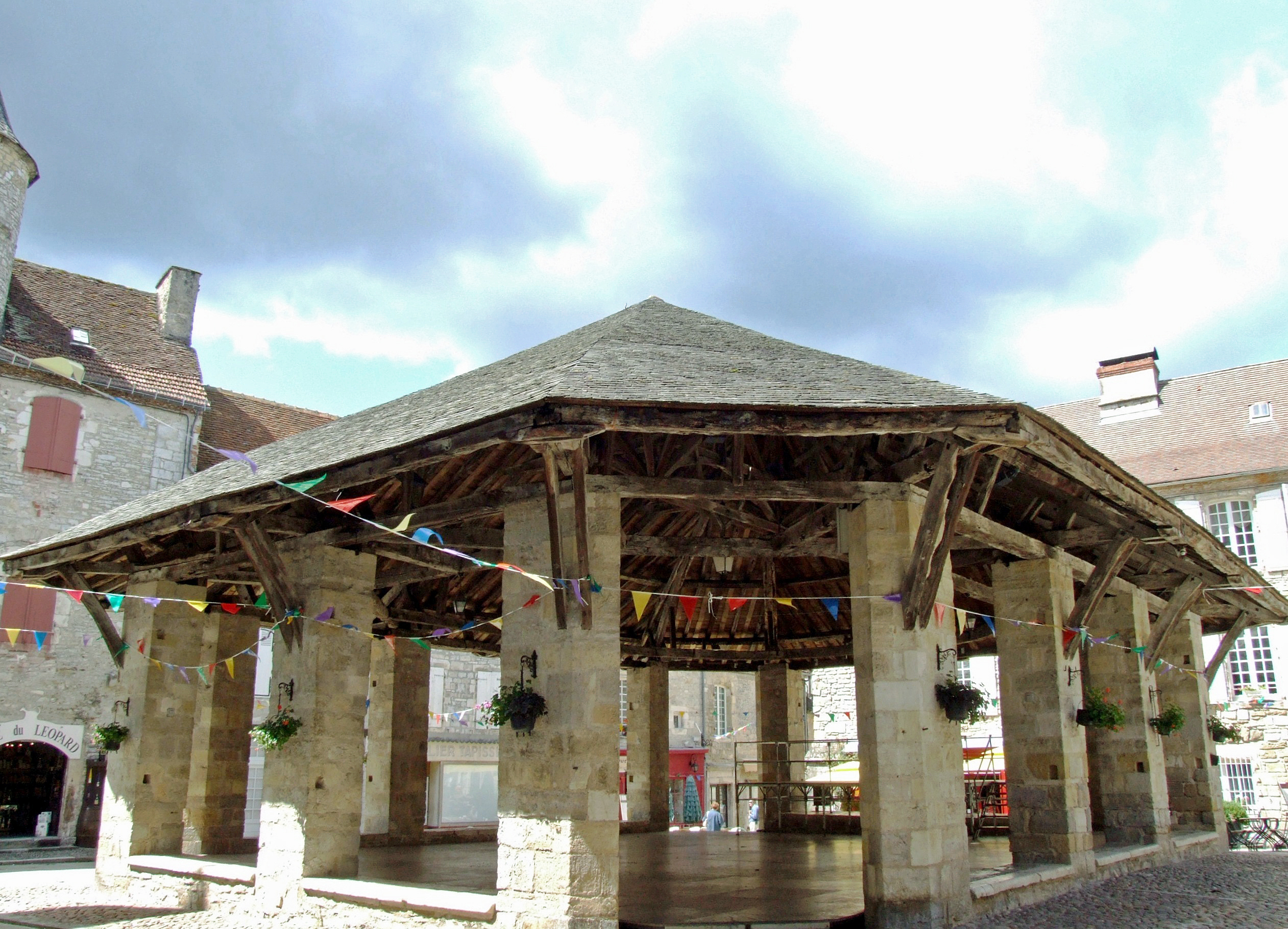
Markthalle in Martel

Die Markthalle in Martel, einer französischen Gemeinde im Département Lot in der Region Okzitanien, wurde 1793 bis 1800 errichtet. Die Markthalle steht seit 2004 als Monument historique auf der Liste der Baudenkmäler in Frankreich.
Die neue Markthalle wurde als Ersatz eines abgerissenen Vorgängerbaus aus dem Mittelalter errichtet. Das Gebäude mit steinernen Pfeilern besteht aus einer Holzkonstruktion.